# Robert Solow
Robert Merton Solow (Nova Iorque, 23 de agosto de 1924 – Lexington, 21 de dezembro de 2023) foi um economista estadunidense neokeynesiano, que ficou conhecido por desenvolver um modelo de crescimento neoclássico.
É uma das principais figuras da área de Economia do desenvolvimento, tendo sido laureado em 1987 com o Prémio de Ciências Económicas em Memória de Alfred Nobel.
O seu principal contributo ficará eternamente gravado através do famoso Modelo de Solow-Swan, um modelo económico que procura responder, entre outras, a esta simples pergunta: "por quê uns países são mais ricos que outros".
Foi laureado com a Medalha John Bates Clark em 1961 e o Prémio de Ciências Económicas em Memória de Alfred Nobel em 1987.

## Biografia

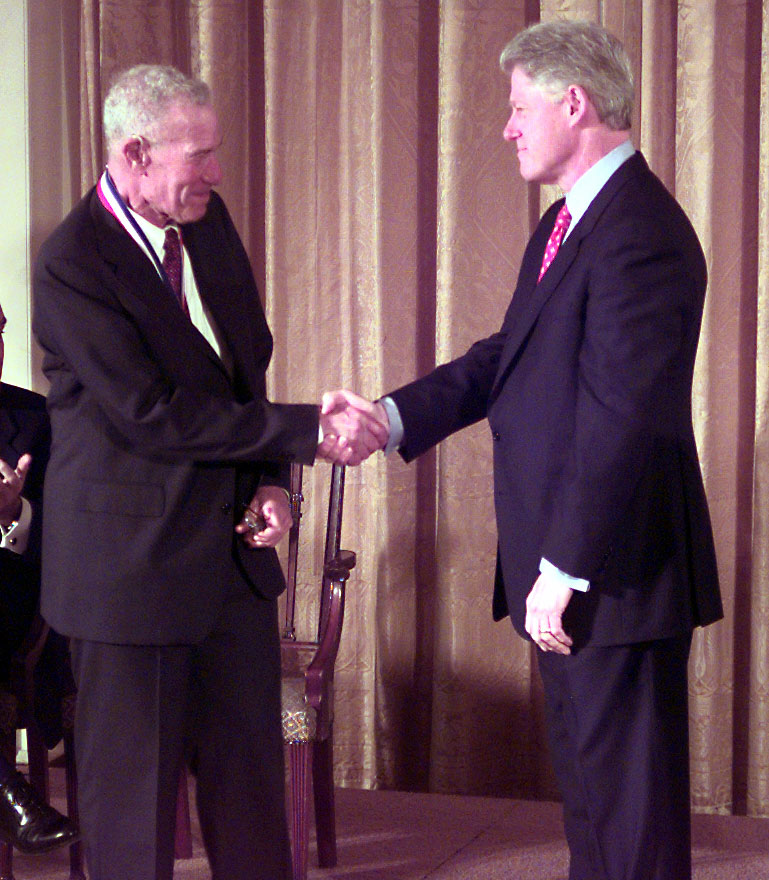
Bill Clinton laureando Robert Solow com a Medalha Nacional de Ciências de 1999

Nascido em Nova York, no bairro do Brooklin, em 23 de agosto de 1924, é neto de imigrantes e foi a primeira geração de sua família a cursar uma universidade. Criado durante a Grande Depressão sempre se interessou em saber o que "fazia o mundo pulsar". Bom aluno, ganhou uma bolsa de estudos para o Harvard College em 1940. Alistou-se em 1942 no exército americano, tendo servido na Segunda Guerra Mundial até 1945, quando retornou a Harvard.
Decidiu estudar Economia quase por acaso e teve a sorte de ser aluno de Wassily Leontief, que se tornou seu professor, guia e amigo. Como assistente de Leontief, trabalhou na criação do primeiro conjunto de coeficientes de capital para o modelo input-output de análise econômica. Considera que aprendeu com Leontief o espírito e a substância da moderna economia.

## Vida profissional
Solow recebeu seu B.A. em 1947, seu M.A. em 1949 e seu Ph.D. em 1951 todos da Universidade de Harvard. Começou a lecionar economia no Instituto de Tecnologia de Massachusetts (MIT) em 1949 onde se tornou catedrático em 1958, tendo lecionado até 1995, quando se aposentou. Dentre seus alunos, teve Mario Draghi que viria a ser Presidente do Banco Central Europeu e Primeiro Ministro da Itália.
Foi membro do Conselho de Assessores Econômicos da Casa Branca em 1961-62 e foi consultor dessa entidade de 1962 a 1968.
Interessou-se por estatística e modelos probabilísticos numa época que, como ele diz: "lecionar estatística em Harvard era considerado, para dizer o mínimo, uma excentricidade".
Trabalhou durante 40 anos num gabinete que ficava ao lado de Paul Samuelson, o que gerou uma troca de ideias quase diária entre esses dois expoentes da economia moderna.
Em 1950 Solow criou um modelo matemático que demonstrava como vários fatores interagem, contribuindo para criar o crescimento econômico sustentado num país. Demonstrou pela primeira vez que avanços no ritmo de progresso tecnológico contribuem mais para o crescimento econômico do que o aumento dos capitais ou da força de trabalho.
Publicou em 1957 um artigo intitulado "Mudança Tecnológica e a Função da Produçao Agregada" (Technical Change and the Aggregate Production Function) onde observou que metade do crescimento econômico não pode ser explicado por aumentos no capital e trabalho. Esta diferença foi chamada de "Resíduo de Solow" à inovação tecnológica. Na década de 1960 empenhou-se a convencer os governos a investir em pesquisas tecnológicas para acelerar o crescimento econômico.

## Morte
Solow morreu em 21 de dezembro de 2023, aos 99 anos, em Lexington.

## Obras
(lista parcial)
- "On the Structure of Linear Models", 1952, Econometrica.
- "Balanced Growth under Constant Returns to Scale", with P.A. Samuelson, 1953, Econometrica.
- "A Complete Capital Model Involving Heterogeneous Capital Goods", with P.A. Samuelson, 1956, QJE.
- "A Contribution to the Theory of Economic Growth", 1956, QJE.
- "Technical Change and the Aggregate Production Function", 1957, REStat.
- "Linear Programming and Economic Analysis", with R. Dorfman and P.A. Samuelson, 1958.
- "Analytical Aspects of Anti-Inflation Policy", with P.A. Samuelson, 1960.
- "Investment and Technical Progress", 1960, in Arrow, Karlin & Suppes, editors, Mathematical Models in Social Sciences.
- "Capital Labor Substitution and Economic Efficiency" with K.J. Arrow, H. Chenery and B.Minhas, 1961, REStat.
- "Substitution and Fixed Proportions in the Theory of Capital", 1962, RES.
- "Capital Theory and the Rate of Return, 1963.
- "Heterogeneous Capital and Smooth Production Functions: An experimental study", 1963, Econometrica.
- "Neoclassical Growth with Fixed Factor Proportions", with J. Tobin, C.C. von Weizsacker and M. Yaari 1966, RES.
- "The Interest Rate and Transition between Techniques", 1967, in Feinstein, editor, Socialism, Capitalism and Economic Growth.
- "Output, Employment, and Wages in the Short Run" with J.E. Stiglitz, 1968, QJE
- "Growth Theory: An exposition", 1970.
- "Does Fiscal Policy Matter?", with A.S. Blinder, 1973, Journal of Public Economics.
- "Analytical Foundations of Fiscal Policy", with A.S. Blinder, 1974, in Blinder et al., The Economics of Public Finance
- "The Economics of Resources or the Resources of Economics", 1974, AER.
- "Intergenerational Equity and Exhaustible Resources", 1974, RES.
- "Alternative Approaches to Macroeconomic Theory: A partial view", 1979, Canadian JE.
- "On Theories of Unemployment", 1980, AER.
- "Growth Theory and After", 1988, AER
- "Money, Inflation and Growth" with A. Orphanides, 1990, in Friedman and Hahn, editors, Handbook of Monetary Economics - intro
- "Made in America", 1989, with M. Dertouzos and R. Lester
- "Critical Essay on Modern Macroeconomic Theory", with F.H.Hahn, 1995.
- "What is Labor Market Flexibility: What is it good for?", 1997, Proceedings of the British Academy
- "Judgemental Cuts in Consumer Price Indexation Are a Bad Idea," with K. Arrow and J. Tobin, 1997, FAS
- "The Nature of Consumer Price Indices", 1997, FAS
- "Learning from 'Learning by Doing': Lessons for Economic Growth", 1997
- "Work and Welfare", 1998
- "Monopolistic Competition and Macroeconomic Theory", 1998
- "Inflation, Unemployment, and Monetary Policy" with John Bigelow Taylor, 1998
- "Monopolistic Competition and Macroeconomic Theory", 1999
- "On Golden Pond", 1999, NY Review of Books
- "Neoclassical Growth Theory", 2000, in Taylor and Woodford, editors, Handbook of Macroeconomics - intro
- "Welfare: The Cheapest Country", 2000, NY Review of Books
- "Economies of Truth: Review of Jacobs", 2000, New Republic